# Bataille de Klyastitsy
Sixième Coalition
Batailles
Campagne de Russie (1812)
- Liste des batailles
- Mir
- Moguilev
- Ostrovno
- Vitebsk
- Kliastitsy
- Smolensk
- 1re Polotsk
- Valoutina Gora
- Moskova
- Moscou
- Winkowo
- 2e Polotsk
- Maloïaroslavets
- Gorodnia
- Czaśniki
- Viazma
- Smoliani
- Krasnoï
- Bérézina

Campagne d'Allemagne (1813)
- Dantzig
- Lunebourg
- Möckern
- Lützen
- Bautzen
- Reichenbach
- Haynau
- Luckau
- Hoyerswerda
- Lauenbourg
- Goldberg
- Gross Beeren
- Katzbach
- Dresde
- Kulm
- Dennewitz
- Peterswalde
- Liebertwolkwitz
- Leipzig
- Hanau
- Sehested
- Torgau
- Hambourg

Campagne de France (1814)
- Sainte-Croix-en-Plaine
- Besançon
- Mayence
- Metz
- Saint-Avold
- 1re Saint-Dizier
- Brienne
- La Rothière
- Campagne des Six-Jours (Champaubert
- Montmirail
- Château-Thierry
- Vauchamps)
- Mormant
- Montereau
- Bar-sur-Aube
- Saint-Julien
- Laubressel
- Berry-au-Bac
- Craonne
- Coutures
- Laon
- Soissons
- Mâcon
- Reims
- Saint-Georges-de-Reneins
- Limonest
- Arcis-sur-Aube
- Fère-Champenoise
- 2e Saint-Dizier
- Meaux
- Claye
- Villeparisis
- Paris

- Feistritz
- Caldiero (en)
- Trieste
- Mincio

- Hoogstraten (de)
- Anvers
- Berg-op-Zoom
- Courtrai

La bataille de Klyastitsy est un engagement relativement mineur de la campagne de Russie qui eut lieu du 30 juillet au 1er août 1812 près du village de Kliastitsy, sur la route de Polotsk à Sebej (actuelle Biélorussie). Dans cette bataille, l'armée russe est commandée par le prince Pierre Wittgenstein et les troupes françaises par le maréchal Nicolas Charles Oudinot.
Cet engagement fait partie d'une série de combats (Yakoubovo, Kliastisty et Sivatchtchina) que les Français connaissent sous le vocable de bataille de la Drissa (du 30 juillet au 1er août 1812), du nom de la rivière qui coule au sud de ces villages.

## Contexte
Le 29 juillet, douze escadrons de cavalerie français sont attaqués par surprise par huit escadrons de hussards et de cosaques du général russe Jacob Koulnev. Malgré leur supériorité numérique, les cavaliers français perdent l'escarmouche et battent en retraite.
Le maréchal Oudinot est chargé de couvrir le flanc gauche de la Grande Armée, alors à Vitebsk. En effet, une attaque sur Saint-Pétersbourg, située à plus de 500 km, est chose impossible avec les effectifs dont il dispose (28 000 hommes).

## La bataille
La bataille commence le 30 juillet 1812 à 14 heures. L'avant-garde russe menée par le général Koulnev (4 000 hommes) affronte l'avant-garde française près du village de Yakoubovo. Koulnev parvient à encercler les Français, mais ceux-ci gardent le contrôle du village. Le jour suivant, après plusieurs attaques et contre-attaques, la pression des Russes force Oudinot à faire retraite sur Kliastitsy. Afin de poursuivre leur avance, les troupes russes doivent traverser la rivière Nichtcha. Oudinot commande d'incendier l'unique pont. Tandis que la cavalerie russe patauge dans la Nichtcha, le 2e bataillon du régiment de grenadiers de Pavlovsk se précipite sur le pont en flammes, tel que dépeint dans le tableau de Peter von Hess.
Après avoir traversé la rivière Drissa le 1er août, Koulnev poursuit les Français avec plusieurs régiments de cavalerie et un bataillon d'infanterie, mais il commet l'erreur de combattre dos à la rivière. Ses unités tombent dans un guet-apens et essuient des pertes sévères sous le feu de l'artillerie française. Koulnev lui-même est mortellement blessé par un boulet de canon qui lui emporte les deux jambes et succombe le jour même. Après cette série de rencontres, Oudinot se replie sur sa base de Polotsk, volontairement et sans être poursuivi. Bien que Napoléon ait été très mécontent de cette manœuvre, on ne peut parler de victoire russe tel que le décrivent les historiens anglais depuis deux siècles.
Le 18 août suivant, le général Gouvion-Saint-Cyr, remplaçant Oudinot blessé, vainc suffisamment Wittgenstein pour que ce front reste tranquille pendant deux mois. Ce dernier reçoit l'ordre impérial et militaire de Saint-Georges de deuxième classe. On rapporte qu'Alexandre Ier de Russie l'appelle désormais : « le sauveur de Saint-Pétersbourg ». Le capitaine Krylov, dont l'unité a été la première à traverser la rivière sur le pont en flammes, reçoit pour sa part l'ordre de Saint-Georges de quatrième classe.

### Sources
- Les Mémoires d'un témoin oculaire, le général Marbot, tome 3, p. 95-104
- A. Thiers, Histoire de l'Empire, tome3, p. 108-109 et 112
- (en) Richard K. Riehn, 1812 : Napoleon's Russian Campaign, McGraw Hill Higher Education, 1990 (ISBN 9780070527317).